# Spark (клієнт XMPP)
Spark — вільна програма для миттєвого обміну повідомленнями в мережі Інтернет за протоколом XMPP. Працює під управлінням Microsoft Windows, macOS, Linux і Unix. Має можливості створення закладок для кожного вікна чату, перевірки орфографії при наборі тексту. Відрізняється хорошою роботою з сервером Openfire. Зручна і проста реєстрація користувачів. З 2016 року є підтримка української мови.